# Ethereum
Ethereum is een opensourceplatform en voorheen miningnetwerk voor vormen van cryptogeld waaronder de eigen cryptovaluta ether ETH. Dit decentrale netwerk is op de blockchain gebaseerd. Het miningnetwerk werd ontwikkeld om het gebruik van ASICs tegen te gaan doordat minen veel geheugen vergt. Dit werd gedaan om centralisatie van het minen tegen te gaan, zodat iemand het miningnetwerk niet kan overnemen. Ethereum gebruikt sinds september 2022 een proof of stake consensus mechanisme dat niet met miners werkt.
Er is één blockchain waarin zowel de transacties in ether worden vastgelegd, als die van andere cryptovaluta, waaronder de stablecoins USDT van Tether, en USDC en PAX, en honderden tokens. Deze blockchain kan ook het verloop van andere gegevens bijhouden en bevat daarnaast smart contracts, die een transactie mogelijk maken, bevestigen en onomkeerbaar maken. Bij een meerderheid van de initial coin offerings ICO's wordt gebruik gemaakt van de blockchain van Ethereum.
Ethereum werd in 2013 mede door Vitalik Buterin ontwikkeld en opgezet. Er was in 2016 een fork, sindsdien is er ook Ethereum Classic ETC. De 'ether' is de betaaleenheid in het platform. Behalve de code ETH wordt ook het symbool Ξ gebruikt, de Griekse hoofdletter xi. De ether heeft sinds 2015 een waardering op de markt, maar die is aan verandering onderhevig.

## Gas
Voor het uitvoeren van transacties wordt gas verbruikt, de hoeveelheid werk uitgedrukt in een getal. Dit kost 20 gas betekent dat het 20 eenheden gas kost. Het aantal eenheden gas wordt gedetailleerd op het niveau van elementaire operaties bijgehouden. De kosten zijn dit aantal keer de gasprijs. De gasprijs wordt uitgedrukt in Gwei per eenheid. Een wei is 10−18 ETH, een Gwei, een gigawei dus 10−9 ETH. Vooraf wordt een hoeveelheid gas naar keuze betaald. Het te veel betaalde krijgt men terug. Als tijdens de transactie, dit kan een keten van transacties zijn, het gas opraakt wordt wat al gedaan is teruggedraaid, maar wordt het gas niet terugbetaald.
De beloning voor het delven van een blok bestaat uit vier componenten, waarvan de grootste zijn een vast bedrag van ETH 2, nieuw uitgegeven ether, en de gaskosten.

## Accounts
Ethereum heeft twee soorten accounts: Externally Owned Accounts EOAs en contracten. Beide soorten hebben een adres en kunnen ether ontvangen en betalen. Een contract bevat een computerprogramma en verricht op basis daarvan handelingen na het ontvangen van een transactie met instructies. De handelingen kunnen zijn betalingen aan EOA's of andere contracten, of transacties met instructies aan andere contracten. Iedere EOA kan een contract in de blockchain plaatsen en in dit geval wordt de EOA de eigenaar van het contractadres. Voor het maken van een EOA kiest de maker een geheime sleutel en leidt daar op basis van een openbaar algoritme een adres uit af. Met de geheime sleutel kan over de bezittingen van een adres worden beschikt. Normaal weet maar één persoon de geheime sleutel van een adres, de houder ervan, en de bezittingen van het adres zijn bezittingen van die houder. Iedereen kan, zonder zelf de geheime sleutel te kunnen bepalen, een met een geheime sleutel gecodeerde transactie decoderen en daarbij ook bepalen of deze gemaakt moet zijn door iemand die de geheime sleutel van het opgegeven adres van de afzender kent, dus is gerechtigd te beschikken over de bezittingen van het adres. Een contract heeft wel een adres maar geen sleutel. Iedereen kan een contract een instructie sturen. Het hangt van de inhoud ervan af of het contract daar iets mee doet, en zo ja wat. Een contract doet niets zonder instructie, het is niet een op de achtergrond werkend programma. Een contract kan toestandsvariabelen hebben, dat wil zeggen variabelen waarvan de waarde na het uitvoeren van een instructie blijft opgeslagen, dus later weer kan worden gebruikt.

## Voorbeelden

### Contract
Een eenvoudig voorbeeld is een contract dat aan iedereen die daarom vraagt een bedrag tot een bepaald maximum geeft. Donateurs kunnen ether overmaken naar het contract, het overmaken gaat hetzelfde als naar een EOA, dat dan werkt zolang het saldo toereikend is. Het vragen van ether gaat met een instructie aan het contract met als parameter het gewenste bedrag.

### NFTs: CryptoPunks
Een ander voorbeeld van een contract is het contract van Crypto Punks. Het regelt het bezit van en de handel in een serie van 10000 non-fungible tokens NFT's, en wel kleine afbeeldingen van 24×24 pixels, CryptoPunks genoemd. Ze zijn gratis exact te bekijken. Dit contract op de Ethereum blockchain bevat niet de afbeeldingen zelf, maar wel een hash van het geheel, zodat iedereen kan controleren of een geheel van dergelijke afbeeldingen overeenkomt met het origineel.

## Versies

### Ethereum

#### The DAO
The DAO, ook geschreven TheDAO, was een decentrale autonome organisatie op Ethereum, samengesteld uit een aantal contracten. Deze was gestart in 2016 en er werd al snel 12 miljoen ether, 14% van alle ether, met destijds een waarde van 150 miljoen dollar, in geïnvesteerd door het kopen van DAO-tokens. Het systeem bleek kwetsbaar. Er werd fraude gepleegd, waarbij in totaal 4 miljoen ether, met destijds een waarde van 50 miljoen dollar, werd buitgemaakt. Er was wel een beveiliging, waardoor de betreffende etherbedragen 27 dagen niet konden worden uitgegeven of ingewisseld en er nog de tijd was om de betreffende transacties eventueel op de blockchain terug te draaien. Doordat hier verschillende meningen over waren ontstond er een fork, waarbij de tak zonder terugdraaiing Ethereum Classic ETC is gaan heten en die met terugdraaiing de naam Ethereum ETH heeft gehouden.

#### Frontier
De alfa-versie van de Ethereum-blockchain heette Frontier. De ontwikkelaars garandeerden geen beveiliging.
De eerste upgrade van de Ethereum-blockchain vond plaats op 14 mei 2016 op blokhoogte 1.150.000. De nieuwe versie van het protocol werd Homestead genoemd. De update heeft de canary contracts uit het netwerk verwijderd.
Er werd aangekondigd dat op datamining gebaseerde netwerkbeveiliging, proof-of-work, alleen in de beginfase werd gepland met later een overgang naar uitsluitend proof-of-stake-mining met een hybride model in de tussenfase. De hoge eisen die aan het videogeheugen, aan de GPU werden gesteld, in juli 2017 was 2,04 GB nodig, boden bescherming tegen het gebruik van gespecialiseerde processoren, tegen ASIC's voor mining. De plannen waren anno 2021 verder gevorderd.

#### Metropolis
Byzantium betekende het begin van de overgang naar de proof-of-stake-methode.
Constantinopel ging live op 28 februari 2019 en bereidde het netwerk voor op de overgang naar het Casper POS-protocol en de opheffing van het voormalige mijnbouwmodel, die plaatsvond in het eerste kwartaal van 2019.
De volgende upgrade Istanbul was gepland bij blok 9069000 en werd op 8 december 2019 geactiveerd op het hoofdnetwerk van Ethereum. De belangrijkste doelstellingen van Istanbul waren om de Ethereum-blockchain compatibel te maken met de anonieme cryptovaluta Zcash en om de schaalbaarheid van het netwerk te verbeteren dankzij de protocollen zk-SNARKs en zk-STARKs. De upgrade maakte bovendien DoS-aanvallen op het netwerk moeilijker door de gaskosten voor het uitvoeren van opcodes te wijzigen. Istanbul bestond uit twee delen. De overgang naar het tweede deel, Berlin, vond plaats op 15 april 2021.

### Ethereum 2.0
Ethereum 2.0 bestaat uit verschillende upgrades van het Ethereum-protocol:

#### Fase 0 ofBeacon Chain
De eerste stap trad op 1 december 2020 in werking en creëerde de Beacon Chain, een proof-of-stake blockchain die voor de coördinatie van Ethereum 2.0 zorgt.

#### Fase 1 ofThe Merge
Deze stap moest de Beacon Chain met het Ethereum-netwerk samenvoegen, waarbij het consensusmechanisme werd overgezet van proof-of-work naar proof-of-stake. De samenvoeging is een lang geplande protocolupgrade geweest gericht op het verbeteren van het netwerk, en wordt beschouwd als de belangrijkste upgrade die Ethereum heeft gemaakt in zeven jaar sinds het begon. The merge is de voltooiing van de overgang naar proof of stake via de samenvoeging van de oorspronkelijke Ethereum execution blockchain, live sinds 2015, met de nieuwere proof of stake consensus blockchain, de Beacon Chain, die pas in december 2020 is gestart. Het aantal transacties benadert 100.000 per seconde.  De Ethereum Core Developers bereikten in augustus 2022 overeenstemming rond de definitieve protocol-upgradeparameters, wat resulteerde in een geplande datum voor The Merge van ongeveer half september.

#### Fase 2 ofShard chains
Deze stap zal de vastlegging van mutaties in parallelle ketens, in shards implementeren, waarbij verwacht wordt dat de huidige Ethereum 1.0 keten een van de shards van Ethereum 2.0 wordt. Shard ketens zullen de belasting van het netwerk verdelen over 64 nieuwe ketens. Deze fase zou naar verwachting in 2023 worden vrijgegeven.

## Websites
- Welkom bij Ethereum
  - Learn about Ethereum
  - G Wood. Ethereum: a secure decentralised generalised transaction ledger Shanghai version efc5f9a, 4 februari 2025.  met steeds het laatste yellow paper
- The Ethereum Blockchain Explorer
- Etherscan Information Center
- Ethereum koers
- CoinDesk 20. Bitcoin is only the beginning.